# British Lion Film Corporation
Pour les articles homonymes, voir British Lion.
British Lion Film Corporation est une société de production et de distribution cinématographique britannique, créée en 1919.

## Filmographie en tant que société de production
- 1919 : Wisp o' the Woods de Cecil M. Hepworth et Louis Willoughby
- 1919 : The Starting Point d'Edwin J. Collins (en)
- 1919 : A Smart Set d'A.V. Bramble
- 1919 : The Single Man d'A.V. Bramble
- 1919 : The Secret of the Moor de Louis Willoughby
- 1919 : A Non-conformist Parson d'A.V. Bramble
- 1919 : The Artistic Temperament de Fred Goodwins
- 1928 : The Ringer d'Arthur Maude
- 1928 : The Man Who Changed His Name d'A.V. Bramble
- 1928 : Chick d'A.V. Bramble
- 1928 : Valley of the Ghosts de G.B. Samuelson
- 1929 : Red Aces d'Edgar Wallace
- 1929 : The Flying Squad d'Arthur Maude
- 1929 : The Clue of the New Pin d'Arthur Maude
- 1930 : The Squeaker d'Edgar Wallace
- 1930 : Should a Doctor Tell? de H. Manning Haynes
- 1931 : To Oblige a Lady de H. Manning Haynes
- 1931 : The Ringer de Walter Forde
- 1931 : The Calendar de T. Hayes Hunter
- 1931 : The Old Man de H. Manning Haynes
- 1932 : The Frightened Lady de T. Hayes Hunter
- 1932 : White Face de T. Hayes Hunter
- 1932 : The Flying Squad de F.W. Kraemer
- 1932 : Sally Bishop de T. Hayes Hunter
- 1932 : There Goes the Bride d'Albert de Courville
- 1933 : Yes, Madam de Leslie S. Hiscott
- 1933 : This Is the Life d'Albert de Courville
- 1933 : That's My Wife de Leslie S. Hiscott
- 1933 : Strike It Rich de Leslie S. Hiscott
- 1933 : Marooned de Leslie S. Hiscott
- 1933 : Keep It Quiet de Leslie S. Hiscott
- 1933 : I'll Stick to You de Leslie S. Hiscott
- 1933 : King of the Ritz de Carmine Gallone et Herbert Smith
- 1933 : Cleaning Up de Leslie S. Hiscott
- 1933 : The Stickpin de Leslie S. Hiscott
- 1933 : Great Stuff de Leslie S. Hiscott
- 1934 : Passing Shadows de Leslie S. Hiscott
- 1934 : On the Air de Herbert Smith
- 1934 : Night Mail de Herbert Smith
- 1934 : Flat Number Three de Leslie S. Hiscott
- 1934 : Without You de John Daumery
- 1934 : The Man I Want de Leslie S. Hiscott
- 1934 : Warn London de T. Hayes Hunter
- 1934 : Gay Love de Leslie S. Hiscott
- 1934 : The Green Pack de T. Hayes Hunter
- 1934 : Crazy People de Leslie S. Hiscott
- 1935 : Marry the Girl de Maclean Rogers
- 1935 : In Town Tonight de Herbert Smith
- 1935 : Equity Musical Revue No. 1 (court-métrage)
- 1935 : Equity Musical Revue No. 2 (court-métrage)
- 1935 : Equity Musical Revue No. 3 (court-métrage)
- 1935 : Equity Musical Revue No. 4 (court-métrage)
- 1935 : Equity Musical Revue No. 5 (court-métrage)
- 1935 : Charing Cross Road d'Albert de Courville
- 1935 : The Big Splash de Leslie S. Hiscott
- 1935 : Ten Minute Alibi de Bernard Vorhaus
- 1935 : The Case of Gabriel Perry d'Albert de Courville
- 1935 : Line Engaged de Bernard Mainwaring
- 1936 : A Wife or Two de Maclean Rogers
- 1936 : They Didn't Know de Herbert Smith
- 1936 : It's You I Want de Ralph Ince
- 1936 : The Interrupted Honeymoon de Leslie S. Hiscott
- 1936 : The Happy Family de Maclean Rogers
- 1936 : Jury's Evidence de Ralph Ince
- 1936 : Soft Lights and Sweet Music de Herbert Smith
- 1937 : The Live Wire de Herbert Brenon
- 1937 : Leave It to Me de Herbert Smith
- 1937 : It's a Grand Old World de Herbert Smith
- 1937 : Fine Feathers de Leslie S. Hiscott
- 1937 : Calling All Stars de Herbert Smith
- 1937 : Melody and Romance de Maurice Elvey
- 1938 : Around the Town de Herbert Smith
- 1938 : I've Got a Horse de Herbert Smith
- 1939 : Home from Home de Herbert Smith
- 1940 : All at Sea de Herbert Smith
- 1946 : A Girl in a Million de Francis Searle
- 1947 : Un homme dans la maison (A Man About the House) de Leslie Arliss
- 1948 : Heures d'angoisse (The Small Voice) de Fergus McDonell
- 1948 : Call of the Blood de John Clements (en) et Ladislas Vajda
- 1948 : Winslow contre le roi (The Winslow Boy) d'Anthony Asquith
- 1949 : The Small Back Room (non crédité) de Michael Powell et Emeric Pressburger
- 1949 : Le Troisième Homme (The Third Man) de Carol Reed
- 1951 : Les Contes d'Hoffmann (The Tales of Hoffmann) de Michael Powell et Emeric Pressburger
- 1951 : Le Major galopant (The Galloping Major) de Henry Cornelius
- 1952 : Appointment in London de Philip Leacock
- 1952 : Home at Seven de Ralph Richardson
- 1953 : Folly to Be Wise de Frank Launder
- 1953 : The Genie de Lance Comfort et Lawrence Huntington
- 1953 : L'Homme de Berlin de Carol Reed
- 1954 : The End of the Road de Wolf Rilla
- 1954 : Commando à Rhodes (They Who Dare) de Lewis Milestone
- 1954 : Meurtre sur la Riviera (Beautiful stangers) de David Miller
- 1954 : The Belles of St. Trinian's de Frank Launder
- 1955 : L'Homme qui aimait les rousses (The Man Who Loved Redheads) de Harold French
- 1956 : Stars in Your Eyes de Maurice Elvey
- 1956 : The Extra Day de William Fairchild
- 1956 : Pacific Destiny de Wolf Rilla
- 1957 : The Birthday Present de Pat Jackson
- 1957 : Time Lock de Gerald Thomas
- 1957 : The Truth About Women de Muriel Box
- 1958 : Virgin Island de Pat Jackson
- 1958 : L'habit fait le moine (Law and Disorder) de Charles Crichton
- 1959 : Left Right and Centre de Sidney Gilliat
- 1959 : Le Mouchard (Danger Within) de Don Chaffey
- 1959 : The Treasure of San Teresa d'Alvin Rakoff
- 1959 : Jet Storm de Cy Endfield
- 1960 : A Story of David de Bob McNaught (tv)
- 1960 : The Pure Hell of St. Trinian's de Frank Launder
- 1961 : Offbeat de Cliff Owen
- 1961 : Nearly a Nasty Accident (en) de Don Chaffey
- 1962 : The Very Edge de Cyril Frankel
- 1962 : Breath of Life de J. Henry Piperno
- 1962 : Only Two Can Play de Sidney Gilliat
- 1962 : Mix Me a Person de Leslie Norman
- 1962 : La Chambre indiscrète (The L-Shaped Room) de Bryan Forbes
- 1963 : Mystery Submarine de C.M. Pennington-Richards
- 1963 : A Place to Go de Basil Dearden
- 1963 : The Small World of Sammy Lee de Ken Hughes
- 1963 : Girl in the Headlines de Michael Truman
- 1964 : Just for You de Douglas Hickox et Vincent Scarza
- 1964 : Ring of Spies de Robert Tronson
- 1965 : The Uncle de Desmond Davis
- 1965 : He Who Rides a Tiger de Charles Crichton
- 1966 : Morgan (Morgan : A Suitable Case for Treatment) de Karel Reisz
- 1966 : The Great St. Trinian's Train Robbery de Sidney Gilliat et Frank Launder
- 1966 : Les Daleks envahissent la Terre (Daleks' Invasion Earth: 2150 A.D.) de Gordon Flemyng
- 1969 : Till Death Us Do Part (en) de Norman Cohen (en)
- 1969 : An Elephant Called Slowly de James Hill
- 1970 : Best of Both Worlds: Concerto for Group and Orchestra (tv) de Andy Finney
- 1970 : Every Home Should Have One de Jim Clark
- 1971 : Mr. Forbush and the Penguins (en) de Arne Sucksdorff, Alfred Viola et Roy Boulting
- 1972 : Ooh... You Are Awful de Cliff Owen
- 1972 : La Nuit qui ne finit pas (Endless Night) de Sidney Gilliat
- 1973 : The Lovers! de Herbert Wise
- 1973 : Le Dieu d'osier (The Wicker Man) de Robin Hardy
- 1974 : Le Mystère de la bête humaine (The Beast Must Die) de Paul Annett
- 1975 : Great (Isambard Kingdom Brunel) de Bob Godfrey (court-métrage d'animation)
- 1976 : L'Homme qui venait d'ailleurs (The Man Who Fell to Earth) de Nicolas Roeg
- 1976 : Nickelodeon de Peter Bogdanovich
- 1977 : The Greatest de Tom Gries et Monte Hellman
- 1979 : Porridge de Dick Clement
- 1979 : Bloody Kids de Stephen Frears
- 1980 : Rising Damp de Joseph McGrath
- 1980 : Racket (The Long Good Friday) de John Mackenzie
- 1981 : Very Like a Whale (tv) d'Alan Bridges
- 1981 : Wolcott (série tv) de Colin Bucksey
- 1981 : Regards et Sourires (Looks and Smiles) de Ken Loach
- 1985 : Turtle Diary de John Irvin
- 1988 : Tears in the Rain de Don Sharp (tv)
- 1990 : Treasure Island de Fraser Clarke Heston (tv)
- 1991 : Sherlock Holmes et la croix de sang (The Crucifer of Blood) de Fraser Clarke Heston (tv)
- 1993 : Death Train de David Jackson (tv)
- 1995 : Night Watch de David Jackson (tv)